# Eyroles
Cet article concerne la commune de la Drôme. Pour la maison d'édition, voir Eyrolles.
Pour l’article ayant un titre homophone, voir Ayroles.
Eyroles est une commune française située dans le département de la Drôme, en région Auvergne-Rhône-Alpes.

## Géographie

### Localisation

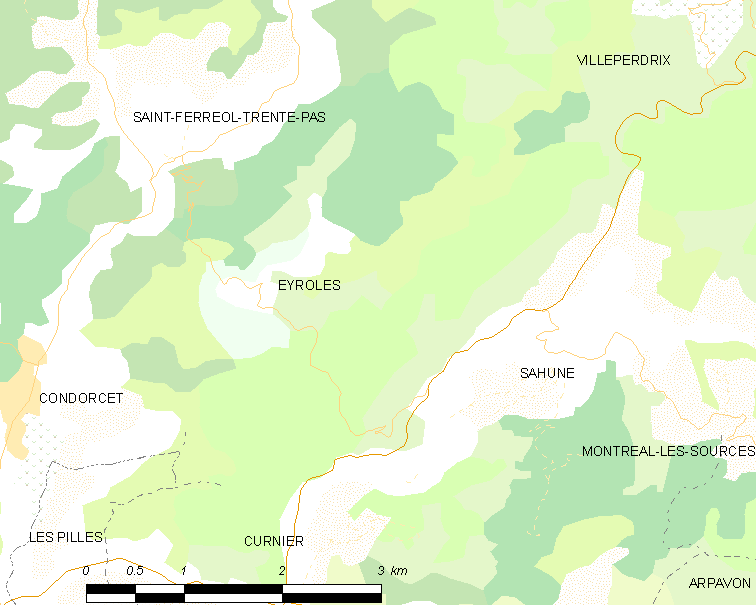
Carte de la commune.

La commune est située dans les Baronnies, à 18 km au nord-est de Nyons.
Les communes limitrophes sont  Condorcet, Curnier, Les Pilles, Sahune, Saint-Ferréol-Trente-Pas et Villeperdrix.

### Hydrographie
La commune est traversée par le ruisseau du Rotas, long de 4,3 km? C'est un affluent de la rivière L'Aigue.

### Climat
Pour des articles plus généraux, voir Climat d'Auvergne-Rhône-Alpes et Climat de la Drôme.
En 2010, le climat de la commune est de type climat méditerranéen altéré, selon une étude du CNRS s'appuyant sur une série de données couvrant la période 1971-2000. En 2020, Météo-France publie une typologie des climats de la France métropolitaine dans laquelle la commune est exposée à un climat de montagne ou de marges de montagne et est dans la région climatique  Alpes du sud, caractérisée par une pluviométrie annuelle de 850 à 1 000 mm, minimale en été. 
Pour la période 1971-2000, la température annuelle moyenne est de 11,6 °C, avec une amplitude thermique annuelle de 16,5 °C. Le cumul annuel moyen de précipitations est de 878 mm, avec 7,3 jours de précipitations en janvier et 3,8 jours en juillet. Pour la période 1991-2020, la température moyenne annuelle observée sur la station météorologique de Météo-France la plus proche, « Nyons P182 », sur la commune de Nyons à 9 km à vol d'oiseau, est de 14,5 °C et le cumul annuel moyen de précipitations est de 756,7 mm,. Pour l'avenir, les paramètres climatiques de la commune estimés pour 2050 selon différents scénarios d'émission de gaz à effet de serre sont consultables sur un site dédié publié par Météo-France en novembre 2022.

## Urbanisme

### Typologie
Au 1er janvier 2024, Eyroles est catégorisée commune rurale à habitat très dispersé, selon la nouvelle grille communale de densité à 7 niveaux définie par l'Insee en 2022.
Elle est située hors unité urbaine. Par ailleurs la commune fait partie de l'aire d'attraction de Nyons, dont elle est une commune de la couronne,. Cette aire, qui regroupe 17 communes, est catégorisée dans les aires de moins de 50 000 habitants,.

### Occupation des sols
L'occupation des sols de la commune, telle qu'elle ressort de la base de données européenne d’occupation biophysique des sols Corine Land Cover (CLC), est marquée par l'importance des forêts et milieux semi-naturels (94,8 % en 2018), une proportion identique à celle de 1990 (94,8 %). La répartition détaillée en 2018 est la suivante : 
forêts (57,3 %), espaces ouverts, sans ou avec peu de végétation (18,9 %), milieux à végétation arbustive et/ou herbacée (18,7 %), zones agricoles hétérogènes (5,2 %). L'évolution de l’occupation des sols de la commune et de ses infrastructures peut être observée sur les différentes représentations cartographiques du territoire : la carte de Cassini (XVIIIe siècle), la carte d'état-major (1820-1866) et les cartes ou photos aériennes de l'IGN pour la période actuelle (1950 à aujourd'hui).

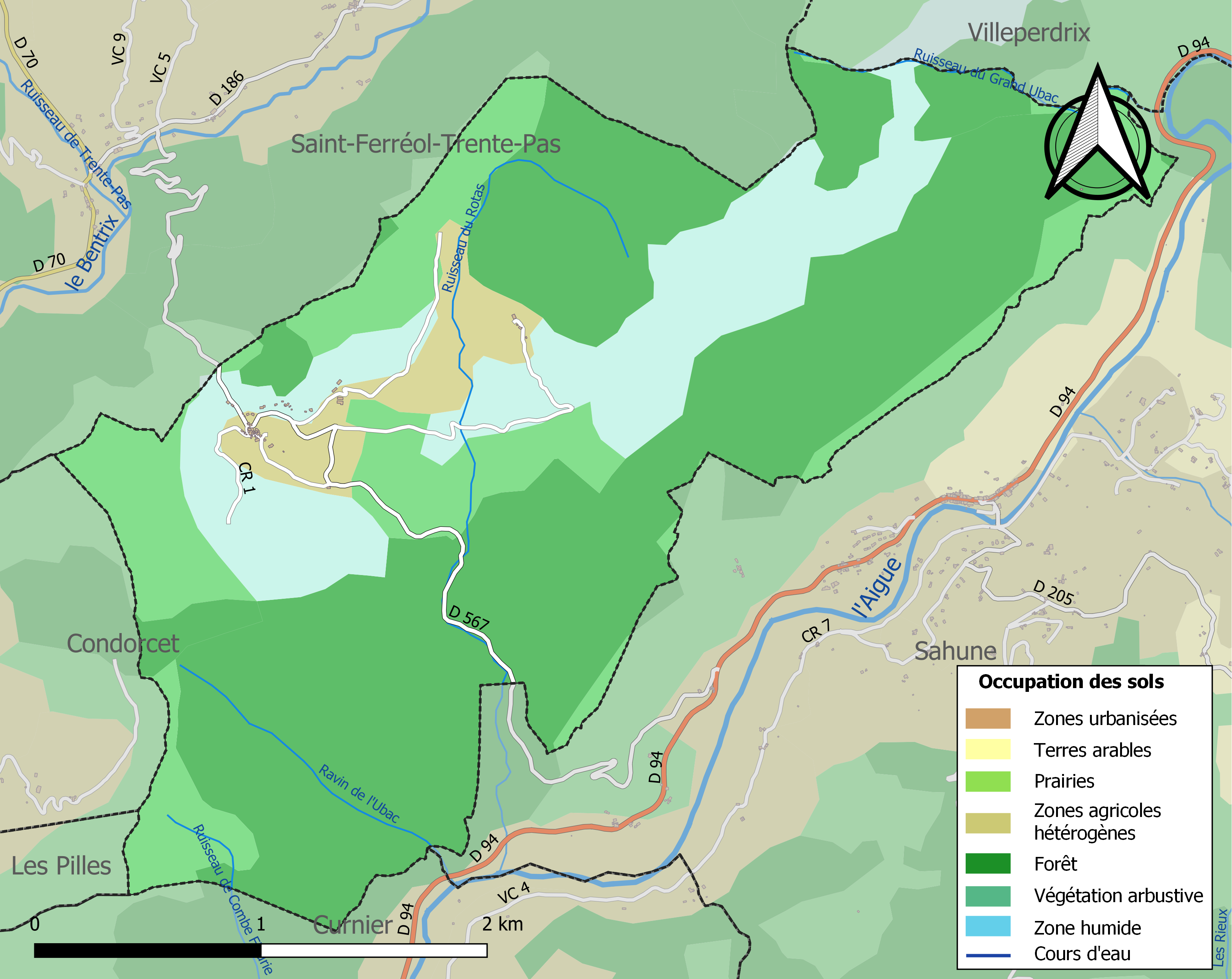
Carte des infrastructures et de l'occupation des sols de la commune en 2018 (CLC).

### Morphologie urbaine
Groupe de fermes sur un plateau.

## Toponymie

### Attestations
Dictionnaire topographique du département de la Drôme :
- 1138 : Airolae et Eirole (Lacroix : L'arrondissement de Nyons, 62 et 306).
- 1183 : mention de l'église Saint-Jacques : Ecclesia Sancti Jacobi de Arrolas (Masures de l'Isle Barbe, 117).
- 1191 : Eirolae (cartulaire des templiers, 106).
- 1203 : Airolas (cartulaire des templiers, 102).
- 1207 : Eyrol (Lacroix : L'arrondissement de Nyons, 306).
- 1216 : Castrum de Airolis (Valbonnais, I, 18).
- 1231 : Castrum de Herolis (Inventaire des dauphins, 240).
- 1301 : Airolio (Lacroix : L'arrondissement de Nyons, 308).
- 1308 : Ayrol et Errolae (inventaire Morin-Pons, I, 6).
- XIVe siècle : mention de la paroisse : Capella de Ayrolis (pouillé de Die).
- 1404 : Universita de Ayroliis (archives de la Drôme, E 3040).
- 1450 : mention de la paroisse : Cura de Eyrolis (Rev. de l'év. de Die).
- XVe siècle : In dicto loco de Ayroliis (parcellaire).
- 1516 : mention du prieuré : Prioratus de Ayrolis (rôle de décimes).
- 1891 : Eyrolles, commune du canton de Nyons.

(non daté)[réf. nécessaire] : Eyroles.

### Étymologie
Le nom de la commune provient du provençal eiroléo, occitan airòla, "petite aire" (à battre le blé).

## Histoire

### Du Moyen Âge à la Révolution
La seigneurie :
- La terre est du fief des barons de Mévouillon.
- 1231 : appartient aux Ancezune.
- Début XVe siècle : une partie appartient aux Pélissier.
- Par la suite, les Pélissier deviennent seigneurs de toute la terre.
- Léguée aux Colans.
- 1595 : passe (par mariage) aux Bertrand, qui étaient encore seigneurs au XVIIIe siècle.

1400 : Eyroles est ravagée pendant les guerres de Raimond de Turenne. Son territoire est complètement inhabité pendant une partie du XVe siècle comme l'indique un parcellaire de 1414 : In dicto loco de Ayroliis, nulla persona habitat.
- Les guerres et pillages de Raimond de Turenne eurent lieu dans les Baronnies et en Valdaine[18].

Avant 1790, Eyrolles était une paroisse du Comtat Venaissin, judicature de Valréas et du diocèse de Die, dont l'église dédiée à saint Jacques, était celle d'un prieuré de l'ordre de Saint-Benoît, filiation de l'Île Barbe, uni vers la fin du XVIIe siècle au prieuré de Saint-May, qui a été, de ce chef, décimateur dans cette paroisse jusqu'à la Révolution.
- L'abbaye bénédictine de l'Île-Barbe est située à Lyon[19],[20].

### De la Révolution à nos jours
En 1793, cette commune, qui venait d'être incorporée à la France avec le Comtat Venaissin, fut comprise dans le canton de Condorcet. Elle est entrée dans celui de Nyons lors de la réorganisation de l'an VIII.

## Politique et administration

### Tendance politique et résultats
La commune vote majoritairement pour le Front national :
Élections présidentielles
- Premier tour de l'élection présidentielle de 1995 : Jean-Marie Le Pen obtient 50 % (11 voix sur 22).
- Second tour de l'élection présidentielle de 2002 : Jean-Marie Le Pen obtient son meilleur score national avec 77,27 % des suffrages exprimés (17 voix sur 22) pour un taux d'abstention de 11,11 % (24 votants sur 27 inscrits) ; il avait obtenu 54,55 % au premier tour de cette élection.
- Premier tour de l'élection présidentielle de 2007 : Jean-Marie Le Pen obtient 48,15 % (13 voix sur 27).
- Premier tour de l'élection présidentielle de 2012 : Marine Le Pen obtient 53,33 % (16 voix sur 30).
- Second tour de l'élection présidentielle française de 2017 : Marine Le Pen obtient 78,26 % (18 voix sur 23) ; elle avait obtenu 56,67 % au premier tour de cette élection.

Élections européennes
- l'élection européenne de 2004 : Jean-Marie Le Pen obtient 57,14 %.
- l'élection européenne de 2009 : Jean-Marie Le Pen obtient 38,46 %.
- l'élection européenne de 2014 : Jean-Marie Le Pen obtient 65 %.

### Liste des maires
| Période                                  | Période                        | Identité          | Étiquette | Qualité     |
| ---------------------------------------- | ------------------------------ | ----------------- | --------- | ----------- |
| Les données manquantes sont à compléter. |                                |                   |           |             |
| mars 2001                                | 2014                           | Jean-Paul Chastan | DVD       |             |
| 2014                                     | En cours (au 14 novembre 2014) | Sébastien Dupoux  | DVG       | Agriculteur |

## Population et société

### Démographie
L'évolution du nombre d'habitants est connue à travers les recensements de la population effectués dans la commune depuis 1793. Pour les communes de moins de 10 000 habitants, une enquête de recensement portant sur toute la population est réalisée tous les cinq ans, les populations de référence des années intermédiaires étant quant à elles estimées par interpolation ou extrapolation. Pour la commune, le premier recensement exhaustif entrant dans le cadre du nouveau dispositif a été réalisé en 2008.

En 2022, la commune comptait 22 habitants, en évolution de −26,67 % par rapport à 2016 (Drôme : +2,64 %, France hors Mayotte : +2,11 %).
| 1793 | 1800 | 1806 | 1821 | 1831 | 1836 | 1841 | 1846 | 1851 |
| ---- | ---- | ---- | ---- | ---- | ---- | ---- | ---- | ---- |
| 75   | 52   | 64   | 72   | 72   | 85   | 89   | 78   | 77   |

| 1856 | 1861 | 1866 | 1872 | 1876 | 1881 | 1886 | 1891 | 1896 |
| ---- | ---- | ---- | ---- | ---- | ---- | ---- | ---- | ---- |
| 75   | 77   | 61   | 61   | 69   | 57   | 55   | 47   | 44   |

| 1901 | 1906 | 1911 | 1921 | 1926 | 1931 | 1936 | 1946 | 1954 |
| ---- | ---- | ---- | ---- | ---- | ---- | ---- | ---- | ---- |
| 34   | 37   | 38   | 31   | 35   | 32   | 29   | 16   | 19   |

| 1962 | 1968 | 1975 | 1982 | 1990 | 1999 | 2006 | 2008 | 2013 |
| ---- | ---- | ---- | ---- | ---- | ---- | ---- | ---- | ---- |
| 26   | 29   | 18   | 20   | 20   | 17   | 21   | 22   | 30   |

| 2018 | 2022 | - | - | - | - | - | - | - |
| ---- | ---- | - | - | - | - | - | - | - |
| 25   | 22   | - | - | - | - | - | - | - |

### Manifestations culturelles et festivités
Fête : premier dimanche de mai.

## Économie
En 1992 : pâturages (caprins), oliviers, lavande, vignes, volailles.

## Culture locale et patrimoine

### Lieux et monuments
- Église Saint-Jacques[réf. nécessaire].
- Chapelle rustique[15].

### Patrimoine naturel
- Vues des deux routes menant au village[15].
- Gorges[15].
- Montagne de Sigala[15].

### Héraldique, logotype et devise
|  | Eyroles possède des armoiries dont l'origine et le blasonnement exact ne sont pas disponibles. |

## Pour approfondir